# New Fairview (Teksas)
New Fairview je grad u američkoj saveznoj državi Teksas. Prema popisu stanovništva iz 2010. u njemu je živjelo 1.258 stanovnika.